# Le Massacre des Triumvirs
Ne doit pas être confondu avec Les Massacres du Triumvirat d'Antoine Caron.
Le Massacre des Triumvirs (1562) est un tableau de l'École de Fontainebleau attribué à Nicolò dell'Abbate ou un peintre de son entourage (anciennement attribué à Antoine Caron).

## Conservation
La toile est en 1944 sur le marché de l'art, à Paris. Elle est achetée par les Musées nationaux à Mme Thiebaireng et mise en dépôt, en 1945 au Musée Départemental de l'Oise à Beauvais. Elle est ensuite déplacée en 1946 à Dijon, en 1964 au musée de Douai puis rejoint à nouveau les collections du musée de Beauvais.

## Attribution
L'œuvre est d'abord attribuée au peintre français maniériste Antoine Caron, puis à Nicolò dell'Abbate,, un des peintres italiens de l'École de Fontainebleau (avec Le Primatice) auprès desquels Caron s'était formé (ou à un des peintres de son école, peut-être même son fils).

## Description de 1850
« Trois généraux, sans doute les triumvirs, siègent à gauche sous un portique dont les balustrades sont chargées de têtes déjà coupées. Le reste du tableau est une énorme place bordée de somptueux édifices d'un goût très curieux, et toute parsemée assez bizarrement de petits groupes séparés de bourreaux et de victimes; les personnages ainsi répandus sur cette toile et dont les plus grands ont six à huit pouces sont innombrables et le tableau paraît d'abord vide. Pris à part, quelques-uns des groupes: un homme qu'un soldat prend par la barbe, un vieillard qu'on décapite, sont excellents et peints d'une couleur fine, bien qu'assez pâle. Une large rue s'ouvre au fond, et au-dessus des maisons à toits pointus s'aperçoivent les collines éloignées du paysage. Enfin, sur le premier plan à droite, on voit une sorte de cave dans laquelle dort un vieillard; un autre homme qui est sur le sol lui parle et va peut-être réveiller ce mystérieux personnage que je ne tenterai point d'expliquer. Il ne faut pas oublier quelques parties secondaires d'un rare bonheur: la blanche statue de Diane posée sur la colonne de marbre à bas reliefs en spirale qui s'élève au milieu de la place, et les trois statues qui ornent la balustrade de la terrasse avec un dôme sous lequel siègent les triumvirs. Les deux figures de femmes ont un charmant caractère qui rappelle Germain Pilon, bien que la grâce en soit moins coquette et plus fière [...] »
Anatole de Montaiglon, "Antoine Caron de Beauvais, peintre du XVIe siècle", L'Artiste, février 1850 p. 17.